# Provincia de Adıyaman
Adıyaman es una de las 81 provincias en que está dividida Turquía, administrada por un gobernador designado por el Gobierno central. 

## Distritos
Los distritos (en turco ilçeler) y su población al 31 de diciembre de 2020:
- Adıyaman (distrito): 310 644
- Besni: 77 732
- Çelikhan: 15 530
- Gerger: 17 234
- Gölbaşı: 50 204
- Kâhta: 126 636
- Samsat: 7 803
- Sincik: 16 734
- Tut: 9 942

## Principales ciudades
Población estimada 2020
- Adıyaman (263 790)
- Kâhta (84 060)[2]